# 无敌级航空母舰

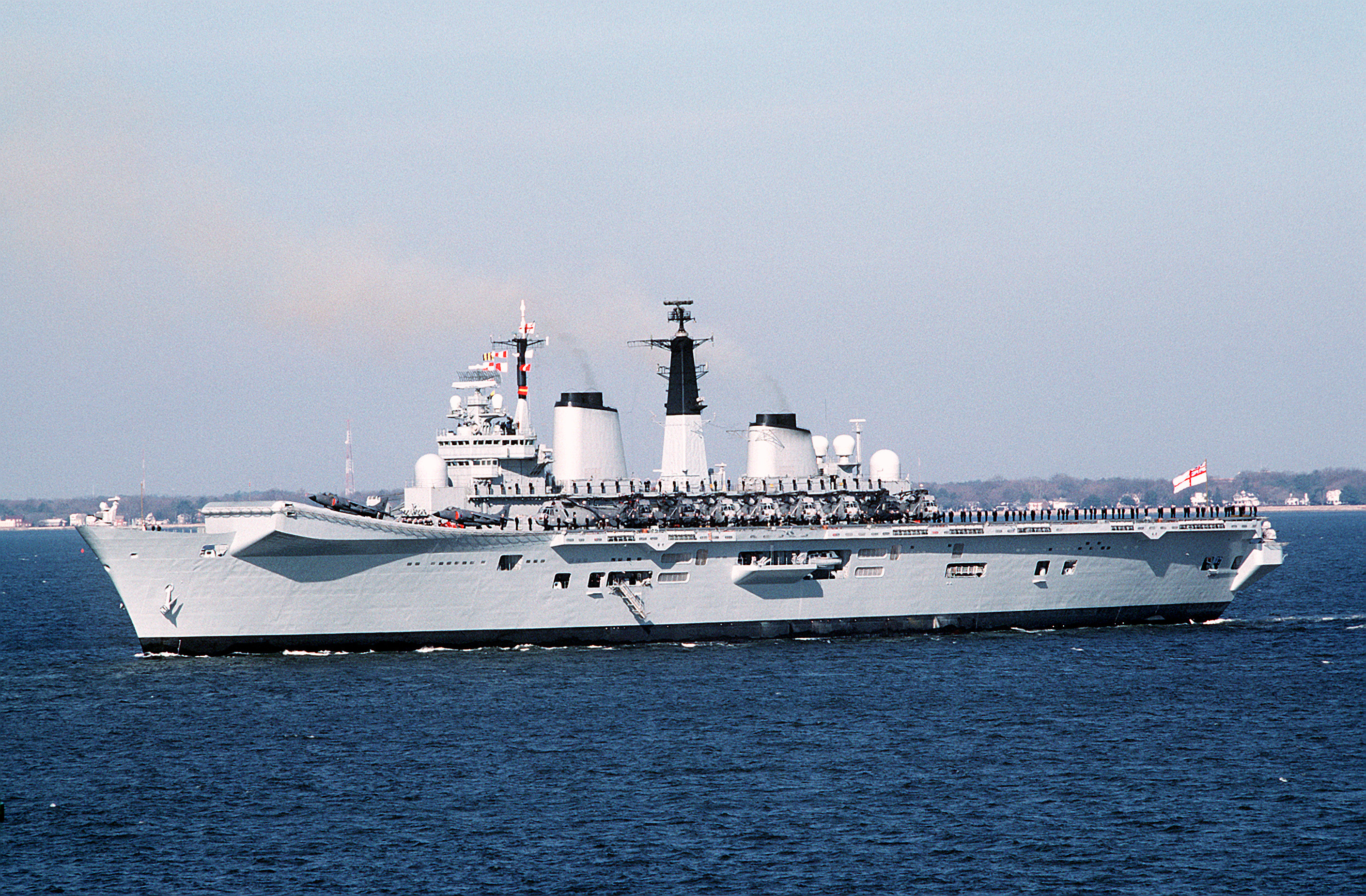
無敵號航空母艦

無敵級航空母艦（Invincible-class）為一系列的由英國皇家海軍開發與操作的輕型航空母艦，同級艦共生產三艘，分別為一號艦無敵號（HMS Invincible），二號艦光輝號（HMS Illustrious）與三號艦皇家方舟號（HMS Ark Royal）。目前無敵級均已退役，由伊莉莎白女王級航空母艦替換。

## 開發背景
無敵級航空母艦的建造構想起源可從1950年代追朔，在1950年代，英國皇家海軍計畫生產一款可以搭載22架直升機的直升機航空母艦。但是因為英國在二戰後國防預算每況日下，直升機航空母艦的構想被預算給擋下。折衷的目標是一種可以載8架直升機的軍艦，這個設計需要的船隻噸位可以削減5,000至7,000噸左右，具有巡洋艦的修長艦型，但類似航空母艦艦島的航空巡洋艦，相關概念在1959年至1960年間完成草案。在1961年5月時，皇家海軍以護衛巡洋艦（escort cruiser）名義向英國國防部提案，護衛巡洋艦將會搭載海參防空飛彈，可裝載9架直升機，伴隨正規航空母艦運用，使正規航空母艦可以將航空作業能量集中提供操作更多的傳統戰機運用。但是同年英國決定導入作為第二擊核子反擊北極星彈道飛彈，該計畫的高優先性排擠了大部分水面艦計畫。英國國防部提出的折衷方案，是改造虎級巡洋艦作為護衛巡洋艦使用。
但護衛巡洋艦的概念在皇家海軍中持續演進，無敵級的最初設計計劃是一款約6,000噸，備有防空飛彈發射器及直升機搭載能力的護衛巡洋艦，延續1950年代提出的構想，作為後續將興建的標準正規航艦CVA-01之支援艦。但是在1964年工黨執政後，英國軍備開發計畫遭到大規模取消，CVA-01也在1966年英國國防白皮書中宣告計畫中止，生產預算刪除。
在1960年代的氛圍時，工黨作出在1972年之前將全數航空母艦除役的政策，這意味著英國皇家海軍短時間無法向國會提出新型航空母艦的計畫，但同時必須滿足大西洋反潛作戰與艦隊指揮等機能。6,000噸護衛巡洋艦改頭換面，成為了真正的航空母艦。
為了滿足需求，增大噸位，強化航空能力的「巡洋艦」新設計順應而生，護衛巡洋艦也被改名為指揮巡洋艦（CCH），需求在1967年12月提出，1968年1月提出初步構想：方案一為一款12,500噸的巡洋艦，有防空飛彈發射器、可搭載6架海王直升機，直升機停機坪僅有艦身後段區塊至艦艉，外型類似義大利海軍的維托里奧·維內托號巡洋艦。方案二噸位更大，達到排水量17,500噸，艦體具有全通式飛行甲板，在艦艇右前側裝設飛彈發射器，可搭載9架海王直昇機，這個設計實質上即為以巡洋艦名義包裝的直升機航空母艦。
至1970年，皇家海軍選擇以方案二"改良"成為一艘排水量18,750 噸的全通式甲板指揮巡洋艦（Through-Deck Command Cruiser，TDCC）。至此，雖然皇家海軍無法改變工黨政府因國家利益而放棄航空母艦的構想，新艦隻被定義為"指揮巡洋艦"而非"航空母艦"，但實質上皇家海軍從國會手中保住了航空母艦計畫，但除了反潛直升機外，TDCC無法操作傳統戰機，而英國皇家空軍的技術研發計畫扭轉了這個態勢。
垂直起降戰機
1959年，英國軍需供應部提供了霍克西德利P.1127驗證機經費，該實驗機的目標是驗證垂直起降科技。1963年2月，P.1127在皇家方舟號航空母艦完成起降實驗，由於P.1127大部分都墜毀，後續實驗由改良型FGA.1紅隼式接手，FGA.1在飛行甲板更短的堡壘號航空母艦完成起降科目，在短長度跑道運用的垂直起降戰機技術已成熟。隨後由FGA.1紅隼式改良的[霍克西德利獵鷹式戰鬥機]]在1966年開始量產。
隨著Tu-142問世，遠海反潛任務的空中威脅開始浮現，皇家海軍提出以獵鷹式為基礎的防禦戰鬥機概念，時任海軍副大臣的大衛·歐文議員並沒有同意皇家海軍採購垂直起降戰機。但霍克希德利公司則是繼續艦載版獵鷹式研發工程。
定案建造
至TDCC定案前，該艦仍遭受一些阻礙，主要是英國經濟不佳拖延了設計進度。設計到1973年完成，一號艦在1973年4月17日與維克斯造船廠簽約建造，簽約時，TDCC改名為直升機重巡洋艦（"CAH" - helicopter carrying heavy cruiser），可搭載14架直升機，並配備了海標飛彈。而垂直起降戰機的導入則是在1975年5月定案，海鹞战斗攻击机成為CAH的正式配備。為了重新設計相關航空設備，無敵級的建造受此拖延2年。
為了提升海獵鷹的作戰效率，因此起飛採取短場起降的方式降低燃料消耗，為了讓距離僅170公尺長的飛行甲板具有更好的起飛效率，英國在1973年研發出滑跳甲板，在無敵號與光輝號上設置的滑跳甲板斜度為7度，三號艦皇家方舟號則改為12度。除了垂直起降戰機運用外，無敵級仍然具備直升機航空母艦的身分，自1976年便定案作為北約在挪威北方海域進行的主要反潛任務核心。這個任務直到1998年海洋號兩棲攻擊艦服役後才卸除。
強化防禦
在1982年的福克蘭群島戰爭前，無敵級的防禦主要只有海標飛彈，但是在戰爭中的教訓顯示近迫防禦設備的必要性。因福克蘭戰爭的教訓，無敵級決定裝上近迫防禦快砲。光輝号在交艦前一刻才臨時加設，無敵號則是在返國後維修時加裝，僅有皇家方舟號在建造時便已納入設計。最初無敵號和光輝號配備了方陣快砲，但早期型方陣快砲性能不佳，隨後由門將防禦系統替換。皇家方舟號服役時配備則是改良的方陣block1。泰勒斯提供了電子干擾設備包括干擾與及反電子干擾系統（ECM）。而無敵級於1990年代翻修時，為了增加飛行甲板可用容積，三艘船上的海鏢飛彈均被拆除。

## 福克蘭群島戰爭
在1982年以前，無敵級航艦上的航空部隊操作海王HAS.5 反潛直升機海獵鷹FRS.1戰機。一般編制是9架海王、4-5架海獵鷹，海獵鷹的任務是掩護反潛直升機。因為這些航艦的本來任務就是針對部署於北大西洋的蘇聯潛艇，提供戰時反潛的核心打擊力量。於這個大前提下，這些航艦的主要武器並非其攻擊型戰鬥機，而是反潛直升機。佈署垂直起降戰機原本設定用途是拿來迎擊可能會妨礙艦隊行動的蘇聯偵察機，並沒有提供艦隊全面空優的效果。
福克蘭群島戰爭改變了這個設定，這場戰爭證明了英國需要維持其傳統航艦投射空中力量於敵方陸上或海上部隊的能力，於福克蘭群島戰爭中無敵級與及較舊亦較大型的競技神號航空母艦 (R12)均表現了這種能力；除了反潛直升機以外，海獵鷹與及皇家空軍的獵鷹Harrier GR.7 對地攻擊機的貢獻均不容忽視。皇家空軍的獵鷹式後來證明只是一種過渡期的戰鬥機。然而，福克蘭群島戰爭的教訓使以後每艘艦均增添了一個常備的空中小隊。光輝号成為了第一艘按照此一編制的航艦，1982年下水後便馬上航向福克蘭群島為無敵號協防。
福克蘭群島戰爭以後，一個典型的編制為三架 AEW 海皇直升機，九架 ASW 海皇直升機與及八至九架海獵鷹。針對海獵鷹戰鬥表現的分析顯視有更新的必要，而這個計劃於1984年得到許可。最初的機型被稱為 FRS.2，海獵鷹 FA.2於1993年4月2日服役，並被部署於無敵號上到波斯尼亞投入作戰。FA.2型裝備了藍雌弧雷達（Blue Vixen），並整合了AIM-120發射能力，堪稱當時世上最先進的脈衝多普勒雷達（Pulse Doppler Radars）之一。（Blue Vixen 雷達後來組成了颱風戰鬥機 CAPTOR 雷達的基礎）。最後一獵鷹FA.2 於1999年1月18日出廠。於1980年代與及1990年代這些艦隻均進行了其他不同的改良，其中最重要的莫過於把無敵號與光輝號的跑道斜度由7度改為與皇家方舟號一樣的12度。

## 除役
海獵鷹戰鬥機於2006年4月1日正式退役。原本皇家海軍的規劃是到無敵級退役前，航艦的固定翼戰鬥機部隊將會是兩個由皇家空軍提供的獵鷹GR.9中隊；但英國皇家空軍的獵鷹GR.9被預算裁減風暴給波及，被迫在2010年提前退役，導致現在的皇家海軍沒有固定翼艦載機，直到F-35B服役前皇家海軍的打擊任務只能由WAH-64直升機頂替。無敵號於2005年7月退為預備役直至2010年，在減支計畫下已退役拆解。皇家方舟號也在減支風暴下於2011年退役，最後是出售給土耳其拆除，光輝号已于2014年8月28号正式退役。由兩艘建造中的伊莉莎白女王級所取替。新的航艦排水量達65,000噸，超過無敵級的三倍，首艦伊莉莎白女王号（HMS Queen Elizabeth R08）已于2017年12月7日服役。

## 同型艦
| 舰名                     | 舷号 | 造船廠       | 建造時間                      | 服役時間                     | 现况 |
| ------------------------ | ---- | ------------ | ----------------------------- | ---------------------------- | ---- |
| 無敵號航空母艦           | R05  | 维克斯造船厂 | 1973年7月20日－1977年5月3日   | 1980年7月11日－2005年8月3日  | 退役 |
| 光輝號航空母舰 (R06)     | R06  | 维克斯造船厂 | 1976年10月7日－1978年12月14日 | 1982年6月20日－2014年8月28号 | 退役 |
| 皇家方舟號航空母艦 (R07) | R07  | 维克斯造船厂 | 1978年12月－1981年6月2日      | 1985年11月1日－2011年3月11日 | 退役 |

## 軼聞
在香港殖民地時期，英國的無敵級航空母艦曾數次靠泊香港；而在香港主權移交後，英國方面當時仍安排服役中的無敵級航母拜訪香港做中英兩國間的親善訪問。
皇家方舟號航空母艦退役後，英國軍方打算將之拍賣，其中有中國官方背景的香港商人林健邦對此航母大感興趣，並打算購回中國，但最後因為英國方面擔心機密外流而使此一計畫被中止。

## 同類型船隻
以下船隻主要操作直升機與垂直起降戰機：
- 加里波底號航空母艦（義大利）
- 加富爾號航空母艦（義大利）
- 阿斯圖里亞斯親王號航空母艦（西班牙）
- 胡安·卡洛斯一世號戰略投射艦（西班牙）
- 查克里·納呂貝特航空母艦（泰國）
- 維拉特號航空母艦（印度）
- 維克蘭特號航空母艦（印度）
- 基輔級航空母艦（俄羅斯）
- 美國海軍陸戰隊所屬的兩棲突擊艦
- 伊麗莎白女王級航空母艦（英國）